# 베네티족 (갈리아)

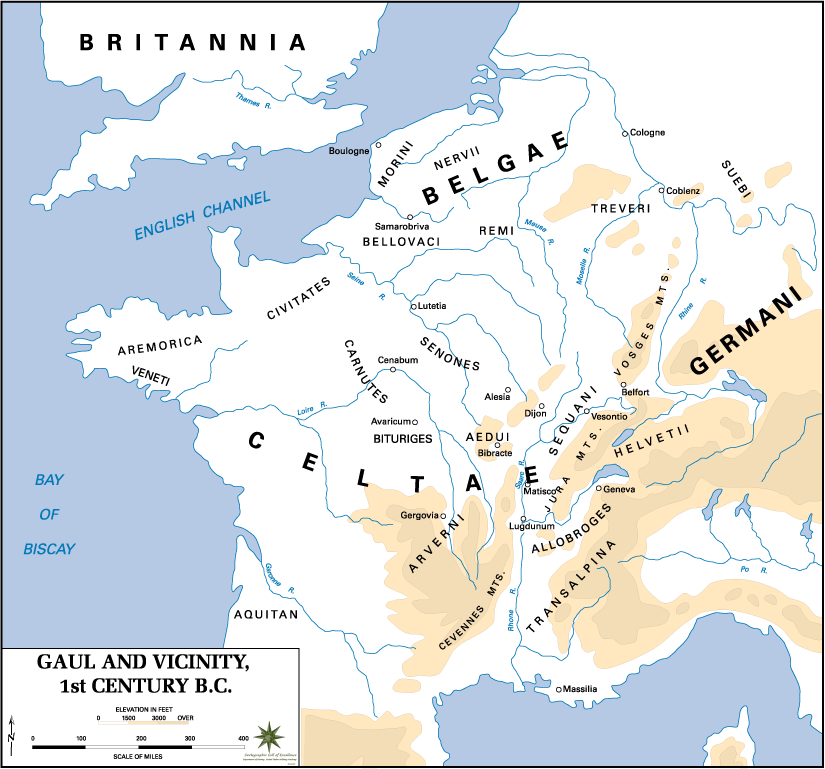
기원전 1세기경의 갈리아 부족의 세력

베네티족은 기원전 1세기경 갈리아서쪽에 살던 켈트족중의 하나로 오늘날 프랑스 브르타뉴 반도의 반느지방에 살던 부족이다.
베네티족은 해양부족으로 많은 선박으로 브리타니아를 왕래하여 그 지역의 갈리아 부족을 압도했다. 기원전 57년 율리우스 카이사르의 갈리아 정복때 카이사르의 유능한 부하 장군인 푸블리우스 크라수스에 의해 정복되어 로마에 복속되었고 인질을 로마에 바쳤다.
그러나 이듬해인 기원전 56년 갈리아 서부의 다른 부족들과 함께 로마에 반기를 들었고 카이사르의 부하들을 인질로 잡았다. 이에 격분한 카이사르는 즉각 함대를 편성하고 다른 갈리아 부족들이 반기를 든 서부의 갈리아 부족에게 원군을 보내지 못하도록 군대를 파견하였다. 이때 카이사르는 육지쪽에서 적을 공격하고 바다쪽에서는 젊은 데키무스 유니우스 브루투스 알비누스에게 함대를 구성하게하고 지휘를 맡겼다. 브루투스는 베네티족의 220척의 선단과 해전을 벌였고 승리했다. 해양부족이었던 베네티족은 선단이 괴멸하자 카이사르에게 항복하였고 카이사르는 다른 부족의 본보기로 삼아 베네티족의 원로들을 모두 죽이고 나머지는 노예로 팔아버렸다.
기원전 52년 베르킨게토릭스가 주도한 갈리아의 총궐기때 베네티족도 로마에 반기를 들고 병력을 제공했으나 알레시아 공방전이후 다른 갈리아 부족과 마찬가지로 완전히 로마에 항복하였다.

## 같이 보기
- 갈리아의 부족들
- 갈리아 전쟁